# خبازة شمالية
خبازة شمالية (الاسم العلمي:Malva borealis ) هي نوع نباتي يتبع جنس الخبازة من الفصيلة الخبازية.  